# Faventilla guttifera
Faventilla guttifera är en insektsart som först beskrevs av Walker 1857.  Faventilla guttifera ingår i släktet Faventilla och familjen vedstritar. Inga underarter finns listade i Catalogue of Life.